# 御子柴かな
御子柴 かな（みこしば かな、1997年〈平成9年〉10月25日 - ）は、日本のタレント、グラビアモデル。プラチナムプロダクション所属。埼玉県出身。

## 経歴・人物
日本とミャンマーのハーフ。特技はミャンマー料理。
2017年から『週刊プレイボーイ』（集英社）が新宿区歌舞伎町で2年間行っていた『週プレ酒場』でアルバイトをしたのをきっかけに芸能活動をスタート。週プレ酒場で共働した青科まきとのコンビは「まきかな」と呼ばれている。
2019年1月17日、『モグラ女子を探そう! ENTAME Genic 2018 Supported by Christian & Co.』で『LARME』（徳間書店）賞を受賞。これ以降芸名を「高橋かな」から現在のものに改めた。
2020年4月からは「9代目ミスマリンちゃん」として、バラエティ番組『7つの海を楽しもう!世界さまぁ〜リゾート』（TBS）にレギュラー出演。翌2021年11月26日、自身初のイメージビデオ『みこしばちゃん』をリリース。
2022年4月5日、『ARTA GALS』の一員として自身初のレースクイーン活動を行うことが発表された。プラチナムプロダクション所属者がARTA GALSメンバーに起用されたのは、2017年の阿比留夏海以来5年ぶりで、“サーキット・アテンダント”になってからは初となった。

## 作品

### DVD
- みこしばちゃん（2021年11月26日発売、竹書房）[3]

## 出演

### テレビ番組
- ゴッドタン「第6回 ネタギリッシュNIGHT‼︎」（2020年2月8日・2022年3月27日、テレビ東京系）[8]

- 7つの海を楽しもう!世界さまぁ〜リゾート（2020年4月4日 - 2023年3月26日、TBS系） - 9代目ミスマリンちゃん

### ウェブ番組
- 邪道だらけの夜の大運動会2018（AbemaTV）

### 雑誌
- 週刊プレイボーイ（集英社）[2]
- 週刊ヤングマガジン（講談社）

### イベント
- キックボクシングイベント「KNOCK OUT! SAKURA BURST」（2018年4月14日、カルッツかわさき） - 青山ひかる・橘花凛と共にラウンドガールとして参加[1]。